# Татиня
Татиня (пол. Tatynia) — село в Польщі, у гміні Полиці Полицького повіту Західнопоморського воєводства.
Населення — 314 осіб (2011).

## Демографія
Демографічна структура станом на 31 березня 2011 року:
|          | Загалом | Допрацездатний вік | Працездатний вік | Постпрацездатний вік |
| -------- | ------- | ------------------ | ---------------- | -------------------- |
| Чоловіки | 164     | 42                 | 114              | 8                    |
| Жінки    | 150     | 29                 | 90               | 31                   |
| Разом    | 314     | 71                 | 204              | 39                   |